# Verzeille
Verzeille é uma comuna francesa na região administrativa de Occitânia, no departamento de Aude. Estende-se por uma área de 5,21 km². Em 2010 a comuna tinha 510 habitantes (densidade: 97,9 hab./km²).